# ياسين حمادي
ياسين حمادي سياسي جزائري عين عضوا في حكومة بن عبد الرحمان بمنصب وزير السياحة والصناعة التقليدية بتاريخ 7 جويلية 2021.

## حياة خاصة
وهو متزوج وأب لأربعة أطفال.